# Nannakos
Nannakos (gr. Νάννακος) – postać z mitologii greckiej, król Frygii.
Panował w zamierzchłych czasach przed potopem. Według pierwszej wersji mitu, przewidział nadciągającą katastrofę i zarządził publiczne modły w celu przebłagania bogów, którym towarzyszyły lamenty uczestników. Druga wersja mitu podaje, iż Nannakos panował 300 lat, wyrocznia zaś zapowiedziała, iż po jego śmierci cały lud Frygii zostanie wytracony. Gdy władca zmarł, jego poddani pogrążyli się w żałobie i niedługo później zginęli w ogólnoświatowej powodzi. Od opowieści tych wywodzono pochodzenie idiomu „łzy Nannakosa”, oznaczającego bezbrzeżną rozpacz.